# 宅地建物取引業
宅地建物取引業（たくちたてものとりひきぎょう）とは、主として土地・建物等の売買・交換・賃貸の仲介や、分譲住宅の販売代理等を行う事業のこと。この事業を行うためには宅地建物取引業法で定める免許が必要となるほか、営業や広告、契約等の際には同法に基づく規制を受ける。多額の資本を必要としないことから小規模の会社が多く存在する。

## 業務内容
- 不動産仲介業務
  - 売買仲介: 宅地・新築住宅・中古住宅の売買仲介・オフィスビルの売買仲介等
  - 賃貸仲介: 賃貸住宅の仲介・オフィスビル等のテナント仲介・駐車場の賃貸仲介等
- 不動産代理業務
  - 販売代理: 分譲マンション、建売住宅、分譲地の販売代理等
- 不動産売買業務

なお、自ら不動産を賃貸する場合には、宅地建物取引業に当たらない為、宅地建物取引業法も適用されない。

## 概要
- 不動産の売買契約および賃貸借契約においては、建築基準法や都市計画法等の複雑な法律があり、契約後のトラブルを避けるための契約時の重要事項説明が重要視されている。
- 1975年（昭和50年）までは、既知の近隣不動産を売買する時は不動産業者を使わず司法書士だけ利用することが大半であった。しかし、司法書士は登記をするのみで不動産自体の説明責任がないため購入後のトラブルが絶えなかった。一方、現在は将来的なトラブルの発生を避けるため、契約者の一方でも宅地建物取引免許を持たない者がいる場合は不動産業者を入れるのが通例になっている[要出典]。

## セラーとブローカーの違い
1967年にMLS（Multiple Listing Service）が登場する以前は、ブローカー（およびそのライセンシー）が不動産譲渡の法的書類作成サービスを提供することで売主のみを代理していたため、現在ではブローカーやライセンシーが不動産譲渡の法的手続きにおいて買主を支援するさまざまな方法を考慮すると、「不動産販売員」という用語は現在よりも適切であったかもしれない。しかし、多くの州法では、不動産免許取得者を指す言葉として「売主」という言葉を使用している。

## 仲介手数料
ブローカーが物件の買い手を見つけることに成功した場合、ブローカーは提供したサービスに対する手数料を受け取ることを期待する。通常、仲介手数料の支払いは、物件の買い手が見つかること、買い手と売り手の間で売買契約が成立すること、または取引が完了し、買い手と売り手の間で金銭の授受が行われることが条件となる。コモンローの下では、不動産仲介業者は、彼または彼女が準備ができて、喜んで、家を購入することができる買い手を見つけると、売却が行われるかどうかに関係なく手数料を受け取る権利があります。ただしウチコミやイエプラ・ゼロヘヤのような一部不動産仲介業者では、仲介手数料無料で不動産の仲介を行うサービスも存在する。
エコノミスト スティーブン・D。レビットは2005年の著書『フリーコノミクス』の中で、不動産ブローカーは手数料によって高く売るよりも早く売るように仕向けられるため、代理人である販売員との間に利益相反があると主張した。レビットは、ブローカーは顧客のために働く者よりも、自分の家を長く売りに出し、より高い価格を得る傾向があるという調査結果を示し、彼の主張を裏付けた。彼は、ブローカーの手数料は将来的に減少するだろうと結論づけた。他のエコノミストによる2008年の調査では、リスティング広告のない仲介業者を比較した場合、仲介業者は平均販売価格を大幅に引き下げることが判明している。

## 業界団体
- 不動産協会
- 全日本不動産協会
- 全国宅地建物取引業協会連合会
- 不動産流通経営協会